# Oleksii Arestovîci

## Filmografie
| An   | Nume                       | Rol                                       |
| ---- | -------------------------- | ----------------------------------------- |
| 2005 | Bunicul visurilor mele     | polițist                                  |
| 2005 | Mulțumesc pentru tot       | episod                                    |
| 2006 | Colecționar                | episod                                    |
| 2006 | Întoarcerea lui Mukhtar -3 | Vlad                                      |
| 2006 | Casa fantomă moștenire     | episod                                    |
| 2006 | Al șaptelea cer            | episod                                    |
| 2007 | Pămpălăul                  | Kirill                                    |
| 2007 | Secretele altora           | episod                                    |
| 2010 | Când cocorii zboară la sud | episod                                    |
| 2011 | Intrusul                   | episod                                    |
| 2011 | Întoarcerea lui Mukhtar -7 | Georgiy                                   |
| 2011 | Livrat cu orice preț       | Ușakov                                    |
| 2012 | Frate pentru frate-2       | Max Zaripov, avocat                       |
| 2012 | Scuze și adio              | episod                                    |
| 2012 | Întoarcerea lui Mukhtar -8 | Dodin                                     |
| 2012 | Lista de așteptare         | episod                                    |
| 2012 | Fără grijă, sunt alături   | Igor Smirnov / Lyusya „Bombonica” Zaițeva |

## Premii
Alexei Arestovici a fost premiat cu:   
- Insigna comemorativă a Direcției Generale de Informații a Ministerului Apărării din Ucraina „Apărătorul Patriei” (15 iulie 2014);
- Premiul comemorativ al Direcției Generale de Informații a Ministerului Apărării din Ucraina „Evgeniy Bereznyak”;
- Armă premială ;
- Medalia Comandantului Forțelor Terestre ale Forțelor Armate ale Ucrainei „Pentru Serviciu Special” (iulie 2019);
- Onorul Președintelui Ucrainei „pentru participarea la operațiuni antiteroriste”(uk);
- Insigna „Insigna de onoare” (mai 2019).

## Viața privată
Din 2015 - căsătorit cu Anastasia Arestovici (nume de fată Gribanova) (născută în 1987) , director de dezvoltare a unei edituri.
Soții cresc și educă un fiu comun, Alexandru. Alexei Arestovici mai are două fiice din două căsătorii anterioare: Veronica și Aelita  .